# У-ди (Южная Лян)
У-ди (кит. 梁武帝), имя от рождения Сяо Янь (кит. 蕭衍), родился в 464 году; умер в 549 году — император китайской династии Лян с 502 по 549 год, утвердил буддизм в Китае. В литературе школы Чань известна его беседа с Бодидхармой.
У-ди сразу после прихода к власти узаконил преимущества буддизма перед традиционными конфуцианством и даосизмом, которые назвал ложными «внешними» учениями. Однако он сохранил их ради интересов государства (создал университеты и ввёл систему экзаменов для чиновников). Он запретил жертвоприношения животных и пытался отменить смертную казнь. Он лично писал комментарии к буддийским сочинениям и организовывал буддийские собрания с участием 50 000 человек. У-ди был хорошо образован и сочинял стихи, поощрял изящные искусства; годы его правления считались золотым веком китайской аристократии.
Во время его правления страна подвергалась нападению со стороны царства Северная Вэй, в государстве вспыхивали также внутренние мятежи. В 548 году мятежный генерал Хоу Цзин окружил столицу, которая пала летом 549 года. Император умер от голода и истощения в возрасте 85 лет. Как и смерть, годы, предшествовавшие коронации в жизни Сяо Яня были далеки от мирного идеала.

## Характеристика личности
Историк Сыма Гуан описывал У-ди как высокоморального, набожного, скромного, образованного человека, знатока оккультных наук, астрологии, мастера верховой езды и стрельбы из лука, музыки, каллиграфии и игры вэйци. Император постоянно трудился, вставал рано утром в четыре часа. Став буддистом, он ел только вегетарианскую пищу: овощи и грубый рис; одевался скромно, не любил алкоголь. Делая подношения предкам, в храмовых церемониях и даже во время пиров он не использовал музыки. При этом был всегда одет тщательно, даже будучи один в тёмной комнате.
Император был приветлив к слугам как к почтенным гостям, чрезмерно снисходителен к чиновникам, в то время как местные правители и губернаторы проявляли алчность и стяжательство. Чрезмерно доверяя злым и нечестным людям, он мог критиковать людей за мелкие ошибки. Монаршье расточительство в пожертвованиях на строительство буддийских храмов и пагод вызвало справедливую критику со стороны Хэ Чэна, что привело к его опале.

## Происхождение
Сяо Янь родился в 464, во время династии Лю Сун . Его отец Сяо Шуньчжи (蕭順之) считал себя потомком знаменитого Сяо Хэ, премьер-министра династии Хань, он был родственником генерала Сяо Даочэна, который сверг династию Лю Сун и взошёл на престол как император Гао-ди новой династии Южная Ци в 479 году.
Сяо Даочэн в благодарность Сяо Шуньчжи за поддержку присвоил ему титул хоу и генеральский чин.
Сяо Янь был третьим сыном, у его матери Чжан Чжижоу (張至柔) было ещё два старших сына — Сяо И (蕭懿) и Сяо Фу (蕭敷), а также младший сын Сяо Чан (蕭暢) и младшая дочь Сяо Линси (蕭令嫕). Мать умерла в 471 году, позднее у отца родилось ещё шесть сыновей от наложниц.
Около 481 Сяо Янь женился на Чи Хуэй (郗徽), дочери чиновника династии Лю Сун по имени Чи Е (郗燁) и принцессы Сюньян. У него родились три дочери — Сяо Юйяо (蕭玉姚), Сяо Юйвань (蕭玉婉) и Сяо Юйхуань (蕭玉嬛), но не было сыновей.

## Карьера чиновника династииЮжная Ци
Сяо Янь благодаря своим знаниям и обходительности стал военным ассистентом Сяо Цзылуна (蕭子倫), сына императора. Позднее он попал в советники премьер-министра Ван Цзяна. Ван Цзян был восхищён его талантами. Сяо Янь попал также в восьмёрку лучших литераторов, признанных двором. Этот круг в дальнейшем оказывается связанным с его судьбой, позднее один из литераторов становится императором Мин-ди, и он попадает в число высших советников, а ещё позднее во время смуты с помощью друзей занимает трон сам и объявляет новую династию.
В 490 году у него умирает отец, и он прерывает карьеру на три года. Он отказался участвовать в путче с целью возвести на трон Сяо Цзылуна, когда император был при смерти. На трон вступил внук императора Сяо Чжаое. Ставший премьер-министром Сяо Луань дал Сяо Яню должность, вскоре Сяо Янь получил чин генерала и был направлен на защиту стратегически важного города Шоуян (壽陽), совр. Луань, пров. Аньхой). Позже, когда премьер-министр совершил переворот и занял трон как император Мин-ди, Сяо-янь получил титул гуна.
В 495 в страну вторглись войска Северной Вэй. Сяо Янь отличился на фронте под командованием генерала Сяо Чэня (蕭諶). Позднее Сяо Чэнь был казнён императором по подозрению в измене, а Сяо Янь тогда казнил его брата Сяо Даня (蕭誕), губернатора Сычжоу (司州, юг провинции Хэнань).
В 497 войска Северной Вэй начали новую атаку, Сяо Янь стал оборонять Юнчжоу (雍州, юго-запад Хэбэя и северо-запад Хэнани). Несмотря на неудачи, ему присвоили должность губернатора Юнчжоу и поручили оборонять столицу провинции Сянъян (襄陽, Сянфань, Хубэй), на этом посту он пробыл до смерти императора Мин-ди и вступления на трон его сына в 498 году.
В 499 умирает его жена Чи Хуэй. Сяо Янь больше не брал в жёны никого, хотя имел несколько наложниц.

## Гражданская война противСяо Баоцзюаня
После смерти Мин-ди в 498 Сяо Баоцзюань в возрасте 15 лет стал императором. Власть попала в руки шести чиновников прежней администрации, которая занималась управлением, не заботясь о молодом императоре. Сяо Янь обеспокоился тем, что император прослыл своевольным и жестоким, стал готовить восстание, опираясь на свою область Юнчжоу, пытаясь привлечь своего старшего брата Сяо И, но тот оставался верен императору.
В 499 шести высшим чиновникам также стало ясно, что император своим иррациональным поведением способен навредить стране, и его следует сместить. Однако император Сяо Баоцзюаня успел их опередить, и казнил двоих из них. Сяо Яогуань попытался совершить переворот, чтобы стать самим императором, но потерпел поражение и был убит. Император при этом казнил и тех пять высших чиновников и генералов, кто помогал ему ликвидировать этот заговор. В результате вспыхнул широкомасштабный бунт, который начал генерал Чэнь Сяньда (陳顯達) в провинции Цзянчжоу (теперь Цзянси и Фуцзянь). Бунт был также быстро подавлен, и император стал считать себя непобедимым. В страхе генерал Пэй Чжаое (裴昭業) в 500 году, контролирующий область Шоуян (Аньхой) сдал свою территорию государству Северная Вэй.
Император приказал отвоевать Шоуян, во главе войска был назначен генерал Цуй Хуэйцзин. Цуй Хуэйцзин, выйдя из столицы Цзянькана, неожиданно повернул обратно, решив свергнуть императора и посадить на трон Сяо Баосюаня. Ему удалось окружить войска охраны в самом дворцовом комплексе, но Сяо И (брат Сяо Яня) подоспел с войсками на помощь, Цуй Хуэйцзин пытался скрыться, но был убит. Сяо И получил пост премьер-министра, но через небольшое время был тоже казнён. Услышав о смерти Сяо И, Сяо Янь объявил восстание.
Император послал против восставших армию, во главе которой был назначен Лю Шаньян (劉山陽). Сяо Янь вступил в союз с Сяо Инчжоу (蕭穎冑), правителем провинции Цзинчжоу (сейчас западная и центральная часть провинции Хубэй), которому сообщил, что Лю собирается напасть на его провинцию тоже. Сяо Инчжоу внезапно напал на Лю Шаньяна, который был убит. Сяо Инчжоу был советником младшего брата императора, двенадцатилетнего Сяо Баожуна, и строил план объявить Сяо Баожуна императором Хэ-ди. Сяо Янь, хотя был с этим не согласен, решил поддержать Сяо Инчжоу, чтобы разбить общего врага — императора Сяо Баоцзюаня.
Весной 501 года Сяо Инчжоу объявил Сяо Баожуна императором, даровав себе и Сяо Яню равные высокие титулы, и несколько месяцев в стране существовало два императора. Сяо Инчжоу остался с новым императором в провинции Хубэй, а Сяо Янь направился поход против прежнего императора.
Так как император Сяо Баоцзюаня лишился большинства талантливых генералов, Сяо Янь уверенно продвигался к столице, одерживая победы. К зиме 501 он достиг столицы Цзянькана, занял внешний город и осадил дворец. В это время его союзник Сяо Инчжоу потерпел поражение от генерала Сяо Гуя (蕭璝) и умер. Сяо Дань (蕭儋), брат Сяо Яня, смог прийти на помощь и взять под охрану нового императора Хэ-ди.
К новому 502 году генералы Сяо Баоцзюаня Ван Чжэнго (王珍國) и Чжан Цзи (張稷), испугавшись, что император казнит их, как и предыдущих своих сторонников, и чувствуя, что не смогут прорвать осаду дворца, убили императора и сдались, принеся голову императора на пике в качестве трофея . Сяо Янь с триумфом вошёл во дворец и назначил мать прежнего императора Сяо Чжаое (Юйлинь-ван) вдовствующей императрицей и регентшей при новом императоре, себя же он назначил верховным главнокомандующим. Старый император был посмертно понижен в титулах до Дунхунь-хоу.

## Основание династииЛян

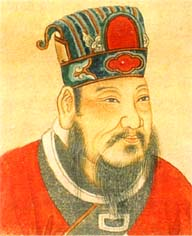
У-ди

Теперь, будучи полноправным хозяином в стране, Сяо Янь стал строить планы, как стать императором самому. Он посоветовался со своими прежними друзьями из числа литераторов, и стал назначать на высшие должности своих братьев. Он задерживал прибытие императора Хэ в столицу, а вдовствующая императрица наделяла его всё новыми титулами. Он постепенно казнил братьев и двоюродных братьев императора, чтобы исключить возможность их притязаний на трон и попыток сопротивления. Только брат императора Хэ, Сяо Баоинь, смог сбежать в Северную Вэй, где стал генералом.
Сяо Янь присвоил себе звание Лян-гуна, а потом Лян-вана.  Только выполнив все меры предосторожности, он стал организовывать возвращение императора Хэ в столицу. Весной 502 года перед тем, как император собирался въехать в Цзянкан, в Гушу (姑孰, сейчас Мааньшань, Аньхой), Сяо Янь заставил его издать постановление о передаче трона Сяо Яню, прекращении династии Южная Ци, образовании новой династии Лян, в которой Сяо Янь становился императором У-ди. Император Хэ понижался до принца Балин-вана, таким образом линия прежнего императора Мин-ди завершалась (кроме сбежавшего генерала Сяо Баолиня). Тем не менее, учитывая, что семьи Южной Ци и Лян находились в родстве, он оставил привилегии остальным членам императорского рода. Через небольшое время прежний император Хэ-ди был умерщвлён.
Его сын от наложницы Сяо Тун стал наследным принцем. При этом Сяо Янь снял статус приёмного сына с Сяо Чжэндэ, сына его брата Сяо Хуна (蕭宏), вернув его обратно в семью брата.

## Ранние годы правления502—519
В первые годы император У-ди проявил себя как скромный и трудолюбивый правитель, учитывающий мнения других чиновников, даже отличающиеся от его мнения. Однако вызывала опасения его толерантность к коррупции, особенно членов своей семьи и в первую очередь брата Сяо Хуна, а также своих сподвижников, которые помогали ему занять трон.
Получив трон, У-ди укрепил своё положение, усмирив территорию современной провинции Сычуань (Ичжоу 益州) в 503 году.
Осенью 503 года началась война против Северной Вэй, которая продлилась несколько лет с переменным успехом. Император Сюань У-ди собирался использовать Сяо Баоиня, чтобы вернуть государство Южная Ци. В этой войне государство Лян потеряло несколько важных приграничных городов.
В 505 году У-ди предпринял контрнаступление, которые возглавил Сяо Хун. Он дошёл до Локоу (洛口, сейчас Бэнбу, Аньхой). Весной 506 генерал Вэй Жуй (韋叡) занял Хэфэй (合肥, пров. Аньхой). Однако осенью Сяо Хун, поддавшись панике, бежал; его войско бежало вслед за ним. Противнику удалось продвинуться до Чжунли, но полководцы Вэй Жуй и Цао Цзинцзун (曹景宗) удержали Чжунли и весной 507 года отбросили северян. На этом война закончилась, хотя эпизодически вспыхивали пограничные столкновения.
В 511 году его остановил на дороге пожилой крестьянин, попросив облегчить участь тех родов, которые были объявлены преступными, так как один из их представителей совершил когда-то преступление. Император изучил законы, и издал указ что отныне те члены проштрафившихся родов, у которых на попечении дети и старики, не посылаются на тяжёлые работы.
С 514 У-ди начал проект по строительству плотины на реке Хуайхэ снизу от Шоуяна, он собирался создать водохранилище и затопить Шоуян, чтобы его потом занять. Инженеры не поддержали проекта, которые считали, что река слишком засорена грязью, что помешает дамбе. Однако генерал Кан Сюань (康絢) смог успешно возвести дамбу, что далось ценой жизней множества рабочих.
Северная Вэй послала армию генерала Ли Пина (李平), но не смогла повредить дамбу, и летом 516 почти пятикилометровая дамба была завершена, её охраняли солдаты. Кан Сюань аккуратно управлял сбором воды, и Шоуян стал затопляться. Однако У-ди отозвал его в столицу, назначив генерала Чжан Баоцзы (張豹子), который не обладал должными навыками по контролю за дамбой. Когда зимой во время паводка вода реки Хуайхэ сильно поднялась, дамбу смыло. Внизу погибло более 100 тысяч человек, но Шоуян был спасён.
Точно неизвестно, в каком году У-ди стал ревностным буддистом, но с 517 года он стал проводить политику, в которой влияние буддизма было очевидно. Он запретил изображать на ткани богов и животных, потому что рисунок может повредиться, что может прогневать врагов и будет неуважительно к животным.
Далее, вопреки конфуцианской традиции, он стал ослаблять и заменять кровавые церемонии жертв императорским предкам, где закалывались козы, свиньи и коровы. Вместо этого он ввёл жертвы сухим мясом, а потом — вегетарианские церемонии, вместо реальных животных использовались их чучела из цветов и овощей. Появились мнения, что такие нововведения прогневают предков.

## Средние годы правления520—534
В 522 Сяо Чжандэ (племянник императора, некогда усыновлённый, а потом возвращённый в семью брата) сбежал в Северную Вэй, попросив о помощи как незаконно смещённый наследный принц. Однако власти Северной Вэй не отнеслись серьёзно к его притязаниям, и он снова вернулся в Лян. У-ди не стал его наказывать, а лишь отчитал его и простил, вернув ему титул хоу.
Зимой 523 страна переполнилась медными монетами, и У-ди запретил медные монеты, начав чеканить железные монеты. Не сохранилось оценок этого нововведения, однако китайская традиция считает железо металлом, не подходящим для чеканки монет.
В 524 У-ди предпринял несколько успешных атак Северной Вэй. Весной 525 генерал Северной Вэй Юань Фасэн (元法僧) отдал южанам стратегический город Пэнчэн (彭城, Сючжоу, пров. Цзянсу).
Этим же летом сын У-ди Сяо Цзун (蕭綜) проиграл сражение и отдал Пэнчэн обратно, сведя на нет все продвижения южан за предыдущий год. При этом существовало подозрение, что Сяо Цзун вовсе не сын У-ди, потому что его мать ранее была наложницей Сяо Баоцзюаня, а сын родился на седьмом месяце.
Летом 526 года У-ди снова попытался возвести дамбы ниже Шоуяна, на этот раз успешно, и Шоуян пал. В следующие семь лет Лян одерживал небольшие приграничные победы в столкновениях с северянами.
До 526 у императора были очень хорошие и доверительные отношения с наследником престола Сяо Туном, но после смерти его матери, наложницы Дин Лингуан (丁令光), отношения охладели.
Возни конфликт по поводу выбора места для захоронения наложницы Дин. Евнух Юй Саньфу (俞三副) предсказал, что эта земля благоприятна для императора, а даосский монах предсказал, что земля неблагоприятна для сына Сяо Туна. Тогда Сяо Тун попросил монаха зарыть несколько предметов для снятия неблагоприятной судьбы с него — в частности восковых уток, но история дошла до ушей императора, который был в гневе. Он однако казнил только даосского монаха, но простил сына, который при этом потерял доверие в его глазах.
В 527 У-ди совершил первую церемонию передачи себя в служение Будде (捨身, шэшэнь) в храме Тунтай (同泰寺), в котором он провёл три дня.
В 529 в Северной Вэй произошёл переворот, когда генерал Эрчжу Жун лишит трона вдовствующую императрицу Ху после того, как та отравила своего сына-императора. В это время многие чиновники и аристократы бежали в Лян, а губернаторы стали отдавать свои территории государству Лян.
Зимой 528 года У-ди присвоил Юань Хао, бежавшему с севера, титул принца Вэй, ожидая от него проявление претензий на вэйский трон. Генерал Чэнь Цинчжи (陳慶之) получил поручение сопровождать Юань Хао обратно. Чэнь, несмотря на малый отряд, победоносно продвигался вперёд, и весной 529 занял Суйян (睢陽, в Шанцю, Хэнань). Юань Хао после этого объявил себя императором Северной Вэй, и тут же получил признание У-ди. Войска северян бежали в столицу — Лоян, но Юань Хао смог взять Лоян.
Однако Юань Хао хотел независимости от Лян, и когда У-ди предложил ему дополнительную армию, он отказался. У-ди ему поверил и не послал войска. Эрчжу Жун и император Сяочжуан организовали контратаку, Лоян был взят, а Юань Хао был убит, пытаясь скрыться. Армия Чэня была разбита, хотя Чэнь смог спастись. У-ди, признав заслуги Чэня и невозможность отстоять Лоян, даровал ему титул Хоу.
Осенью 529 У-ди совершил вторую церемонию передачи себя в служение Будде в храме Тунтай. На этот раз он провёл в храме 12 дней, при этом демонстративно разорвал царские одежды, надев монашескую робу, и исполнял монашеские обязанности, включая песнопения и раздачу поучений по Нирвана-сутре. Покидая монастырь, он оставил большие дары и приобрёл славу бодхисаттвы-императора.
В 530 У-ди повторил попытку возвести вассального императора на престол Северной Вэй. Он даровал теперь другому беженцу Юань Юэ титул принца Вэй, и поручил его дяде, генералу Фань Цзуну, сопровождать его в Лоян. Как раз в это время в Северной Вэй вспыхнула междоусобица, император Сяо Чжуань-ди снял с постов, а потом казнил Эрчжу Жуна, а потом был свергнут племянником Эрчжу Жуна Эрчжу Чжао и двоюродным братом Эрчжу Шилуном. Поэтому Юань Юэ продвинулся далеко вперёд, но по дороге к Лояну осознал, что семья Эрчжу прочно взяла власть и у него не хватит сил их победить. К зиме 540 он вернулся в Лян.
В 530 умер наследный принц Сяо Тун, У-ди похоронил его с императорскими почестями. Он приготовился назначить наследником престола сына Сяо Туна, Сяо Хуаня (蕭歡) и готовился провести соответствующие церемонии. Однако, всё ещё помня историю с магией и восковыми утками, он отказался от своей затеи, и неожиданно назначил наследником престола Сяо Гана (в будущем — Цзянь Вэнь-ди), младшего брата Сяо Туна от той же наложницы Дин. Сыновьям Сяо Туна он даровал в виде компенсации тоже высокие звания, но внуки остались обиженными.
В 532 снова вспыхнула война в Северной Вэй, генерал Гао Хуань поднял мятеж против семьи Эрчжу, У-ди снова направил отряд вместе с Юань Юэ. Гао Хуань принял Юань Юэ как союзника, но не признал его права на трон. В результате на трон был возведён Сяо У-ди, который тут же казнил Юань Юэ.
В 534 году проход Марса через созвездие Южного Ковша был интерпретирован астрологами как признак того, что император должен покинуть дворец. У-ди ходил босиком вокруг дворца, пытаясь перенаправить злую судьбу. Однако пришли вести, что император Северной Вэй Сяо У-ди сбежал из Лояна, поссорившись с Гао Хуанем. Тогда он удовлетворённо произнёс: «Оказывается, даже варвары живут в соответствии с астрологией».

## Поздние годы правления535—546

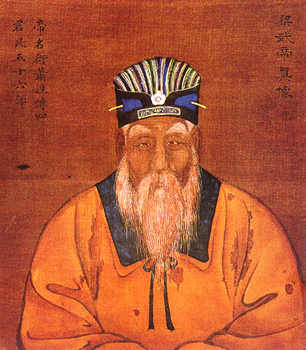
У-ди

В 535 году Северная Вэй в результате смут распалась, возникли Восточная Вэй и Западная Вэй. Пользуясь ситуацией, У-ди продолжал ещё несколько лет посылать свои войска как против Восточной Вэй для получения локальных территориальных приобретений на границах, так и против Западной Вэй.
Особенно в последний период правления У-ди был чрезмерно снисходителен по отношению к своим родственникам и высшим чиновникам. Его сыновья и губернаторы областей также становились все более и более самостоятельными и непослушными к центральной власти, часто действуя как фактические императоры в пределах своих владений.
В 537 У-ди заключил перемирие с Восточной Вэй и стал регулярно обмениваться послами. Хотя не было заключено формальных договорённостей с Западной Вэй, количество приграничных конфликтов уменьшилось и с обеими Вэй, воюющими друг с другом, Лян была в мире. Он доверил правительство Чжу И и Хэ Цзинжуну (何敬容). Хэ был неискушён в политике, и Чжу И стал фактически премьер-министром, сосредоточив в своих руках значительную власть. Несмотря на свои способности, он пользовался ситуацией, наращивая свои богатства. В 544 Хэ Цзинжун попал в скандал с коррупцией, был отстранён в 544 году.
В 539 по рекомендации Чжу И император реорганизовал провинции, присвоив им разный статус в зависимости от размеров и населения. В результате образовалось 108 провинций: 20 — первого класса, 10 — второго класса, 8 — третьего класса, 23 — четвёртого и 21 пятого класса. Малые провинции состояли из отдельных поселений в пограничных регионах.
В 541 вспыхнул мятеж в провинции Цзяочжоу (交州, примерно там, где сейчас Ханой, Вьетнам), по причине жестокости местного губернатора Сяо Цзы (蕭諮), племянника императора. Восстание возглавил Ли Бэнь (вьет. Lý Nam Đế). Ли объявил себя императором народа Юэ с 544 года и вёл партизанскую войну, которая продлилась до 548, закончившись поражением вьетнамцев.
В 545 советник Хэ Чэнь (賀琛) написал императору предложение упорядочить правление и исправить четыре недостатка — коррупцию чиновников, расточительность, роскошь, жёсткость наказаний и чрезмерные траты для осуществления крупных проектов — в первую очередь для строительства храмов. Император пришёл в ярость и отверг предложенные реформы.
В 546 У-ди совершил третью церемонию передачи себя в служение Будде в храме Тунтай, на этот раз он провёл в храме целый месяц. От сильного пожара храм сгорел, и он снова вернулся во дворец.

## ВосстаниеХоу Цзинапосле547
В 547 году умер император Восточной Вэй Гао Хуань, на трон взошёл его сын Гао Чэн. Генерал Хоу Цзин поднял мятеж, так как он был недоволен новым императором. Он контролировал 13 провинций, и решил для поддержки своего мятежа отдать четыре провинции Западной Вэй, а девять провинций — государству Лян.
У-ди поначалу хотел отказаться от дара по причине мирных соглашений с Восточной Вэй. Многие советники были против принятия дара, но Чжу И убедил его согласиться. Хоу был пожалован титул принца и дарована власть над девятью провинциями. После этого У-ди снова направился в монастырь Тунтай посвящать себя Будде, и пробыл там в качестве монаха 37 дней, вернувшись к управлению страной только после того, как чиновники передали монастырю большие пожертвования.
Хоу Цзин благодаря помощи Лян и Западной Вэй поначалу выдерживал атаки Восточной Вэй. Однако после того, как Юйвэнь потребовал у Хоу Цзина явиться в столицу Чанъань и поприветствовать западного императора Вэнь-ди, он неожиданно повернул войска против своих союзников.
В то время У-ди также держал наготове большую армию, готовую напасть на Западную Вэй, во главе которой стоял его племянник Сяо Юаньмин. У-ди отдал приказ Сяо Юаньмину продвинуться в горы Ханьшань (寒山), и около Пэнчэна построить дамбу на реке Сышуй (泗水), чтобы атаковать Пэнчэн. Генерал Ян Кань (羊侃) успешно построил дамбу, готовый атаковать Пэнчэн, и ожидая приказа Сяо Юаньмина, однако тот стал медлить и сомневаться. За это время Западная Вэй успела собрать армию во главе с Мужун Шаоцзуном (慕容紹宗), которая направилась в Ханьшань. Ян Кань снова стал требовать от Сяо Юаньмина приказа начать атаку, но тот всё не решался. Когда армии встретились, сначала лянские войска одерживали победы, но вэйцы организовали мощную контратаку, почти уничтожив лянскую армию. Сяо Юаньмин был взят в плен вместе со многими офицерами.
Одержав победу, Мужун направился против войск Хоу Цзина, встретив его войска в Муяне (渦陽, сейчас в Бочжоу, Аньхой). Первоначально Хоу одержал победу, Мужун бежал, но перегруппировался и перерезал пути снабжения провиантом войск Хоу Цзина. Весной 548 войска Хоу сжались, и Хоу направился в Шоуян, где его приветствовал губернатор Вэй Ань (韋黯) провинции Южная Юйчжоу (南豫州, центральная часть Аньхой). Неожиданно Хоу занял с войсками Шоуян и послал извинения императору У-ди. У-ди, не желая принуждать его покинуть Шоуян, назначил его губернатором провинции Южная Юйчжоу.
Император Восточной Вэй Гао Чэн стал постепенно возвращать себе девять провинций, переданных Хоу Цзином государству Лян, и предложил У-ди мирное соглашение, предлагая также возврат Сяо Юаньмина и родственников Хоу. Хоу Цзин выступал против мира, не доверяя намерениям Гао Чэна и гарантиям У-ди. У-ди пошёл на переговоры, послав также послов чтобы принести соболезнования по поводу смерти предыдущего императора Гао Хуаня. Тогда Хоу Цзин решил проверить намерения У-ди и подделал письмо от Гао Чэна, предлагая обменять Сяо Юаньмина на самого Хоу Цзина. У-ди ответил: «Если Вы возвратите Сяо Юаньмина утром, то я возвращу Хоу Цзина вечером». Хоу был оскорблён. Хоу тогда предложил Сяо Чжэндэ поддержать его как нового императора, и тот согласился. Племянник императора У, Сяо Фань (蕭範) предложил напасть на Хоу, ожидая бунта, но Чжу И отговорил от этого, и У-ди воздержался от атаки. Летом 548 Хоу Цзин наконец поднял восстание, утверждая, что его цель состоит в том, чтобы очистить страну от четырёх злых чиновников — Чжу И, Сю Линя (徐麟), Лу Яня (陸驗), и Чжоу Шичжэня (周石珍) — коррумпированных чиновников, непопулярных в народе.
У-ди поначалу не воспринимал мятеж серьёзно, и сказал «Я сломаю три ветки и убью ими Хоу Цзина». Он поручил своему сыну Сяо Гуаню (蕭綸) повести четыре подразделения на Шоуян, чтобы окружить Хоу Цзина. Однако ещё до того, как Сяо Гуань смог собрать войска воедино, Хоу Цзин решительно направился на столицу Цзянькан, за месяц он переправился через Янцзы и подошёл к столице, застав город врасплох. У-ди послал Сяо Чжэндэ (своего племянника, которого он давно усыновил, а потом отнял статус сына и наследника) против врага, но тот встал на сторону Хоу Цзина и стал помогать Хоу. Столица была окружена, и население пришло в панику. У-ди и Сяо Ган собрали гвардию защищать императорский дворец, и поначалу генерал Ян Кань уверенно держал оборону.
Зимой 548 Хоу Цзин объявил Сяо Чжэндэ императором и женился на его дочери. Войска Хоу Цзина стали собирать еду и грабить крестьян и склады, и возник сильный голод. Во время осады император У-ди вынужден был оставить вегетарианство и питаться яйцами.
Войска губернаторов провинций во главе с Сяо Гуанем и Сяо И наконец-то собрали свои силы и прибыли к столице к новому году (549), но потерпели поражение и не смогли снять осаду. Умер генерал Ян Кань и оборона лишилась талантливого полководца.
Силы провинциальных губернаторов стали соединяться, их возглавил губернатор Сычжоу (司州, южный Хэнань) Лю Чжунли (柳仲禮). Поначалу действия Лю были успешными, однако весной Хоу предпринял неожиданную атаку, в результате сражения обе стороны понесли большие потери, генерал Лю был тяжело ранен. После боя Лю стал крайне невыдержанным, он грубил Сяо Гуаню, его войска стали организовывать поборы среди местных жителей подобно Хоу Цзину, и потерял доверие населения.
Войска Хоу Цзина также сильно вымотались, и Хоу Цзин стал вести переговоры о мире, утверждая, что его цель — только четыре провинции к западу от Янцзы, и что он направляется обратно в Шоуян, если ему передадут эти провинции и Сяо Даци (蕭大器) (сына Сяо Гана) в заложники. У-ди согласился, послав однако в заложники не Сяо Даци, а Сяо Дануаня (蕭大款), его младшего брата. Войска немного отошли друг от друга, и армия Хоу Цзина остановилась на отдых. За 15 дней армия собрала организовала сбор провианта. После этого Хоу Цзин решил, вопреки соглашению, снова осадить императорский дворец, но на этот раз генерал Лю не стал действовать. В конце весны 549 дворец заняли войска Хоу Цзина.
Поначалу Хоу Цзин изображал себя верноподданным У-ди и Сяо Гану, но поместил их под домашний арест. Он издал декрет от имени У-ди, расформировав армию генерала Лю, и Лю подчинился. После этого он снял титул «императора» с Сяо Чэндэ, который позже с плачем выпрашивал прощение у У-ди.
У-ди при этом отказывался выполнять все требования Хоу Цзина, в частности когда тот требовал определённых назначений высших чиновников. Тогда Хоу Цзин уморил императора голодом. У-ди умер летом 549 года, не ясно точно, от болезни или от голода. Перед смертью он чувствовал сильную горечь во рту и просил мёда, но никто не пришёл к нему на помощь.
Сяо Ган был назначен императором (см. Цзянь Вэнь-ди), власть при этом оставаясь в руках Хоу Цзина.

## Легендарная традиция
Благодаря тому, что У-ди покровительствовал буддизму, он стал персонажем ряда легенд в буддийской традиции.